# 심현진
심현진(沈賢鎮, 1991년 1월 1일~)은 조선민주주의인민공화국의 축구 선수로 포지션은 왼쪽 풀백, 왼쪽 미드필더이다. 현재 4.25체육단에서 활동하고 있으며 2014년 아시안 게임 은메달리스트이다.

## 구단 경력
2011년 스코틀랜드 2부 리그 소속팀인 하트 오브 미들로디언 FC 입단을 통해 프로 데뷔전을 유럽에서 시작한 심현진은 2014년까지 활동하며 스코티시컵 2011-12 시즌 우승을 달성했다.
이후 3년간의 유럽 생활을 마치고 북한으로 돌아와 4.25체육단으로 이적하여 2014 시즌  북한 1부 리그 준우승을 달성했고 2015년부터 2017년까지 소백수체육단의 일원으로 활동하며 2016년 백두산상체육대회 준우승, 2016년 포천보상체육대회 준우승, 2017년 홰불컵 우승을 달성했다. 
이후 다시 4.25체육단으로 복귀하여 2017년 백두산상체육대회 우승, 2019년 AFC컵 준우승 등에 일조했다.

## 국가대표팀 경력
조선민주주의인민공화국 U-23 대표팀 일원으로 2014년 아시안 게임에 출전하여 6경기에서 1골을 기록하며 팀의 은메달 획득에 기여했고 이후 조선민주주의인민공화국 A대표팀에 합류하여 현재까지 국제 A매치 통산 25경기 2골을 기록하며 2017년 EAFF E-1 풋볼 챔피언십 결승리그 진출, 2019년 인터컨티넨털컵 우승 등에 기여했다.

## 대표팀 이력
- 2013년 동아시아 축구 선수권 대회 국가대표
- 2013년 AFC U-22 축구 선수권 대회 국가대표
- 2014년 아시안 게임 남자 축구 국가대표
- 2015년 AFC 아시안컵 국가대표
- 2019년 AFC 아시안컵 국가대표

## 수상 내역
조선민주주의인민공화국 축구 국가대표팀
- 아시안 게임 은메달: 2014
- 인터컨티넨털컵: 2019